# Michael Simon

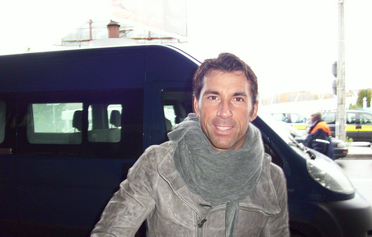
Michael Simon, Mińsk 2009

Michael Simon (ur. 29 sierpnia 1972) – niemiecki DJ, remikser i producent muzyczny z Hamburga.
W 1996 wspierał niemiecką formację dance – Scooter jako opiekun techniczny przy rozmieszczeniu sprzętu i aparatury muzycznej. W 2006 oficjalnie wstąpił do zespołu na miejsce Jaya Froga. Zadebiutował w teledysku Behind the cow w 2007 roku. Wspierał Rick J. Jordana przy grze na keyboardach, jest także współautorem większości melodii zespołu. Współpracuje z Phils Speiserem i H.P. Baxxterem przy tworzeniu muzyki Scooter oraz gra na keyboardzie. Znany jest z piosenek "Do The Right Thing" i "The Rebel" stworzonych w duecie Shaninem.

## Dyskografia
- Do The Right Thing (1996)
- The Rebel (1996)
- Sunbeam - Dreams (1997)
- To Be Love (2001)
- Feeling Fire / Electro Rocks (2005)